# شهرستان مریکوپا (آریزونا)
شهرستان مریکوپا در بخش جنوب-مرکز ایالت آریزونای آمریکا قرار دارد. بنا بر تخمین اداره سرشماری آمریکا جمعیت آن در سال ۲۰۱۹ بالغ بر ۴٬۴۸۵٬۴۱۴ نفر بوده‌است که آن را به پرجمعیت‌ترین شهرستان ایالت و چهارمین شهرستان پرجمعیت در آمریکا تبدیل می‌کند که بیش از نیمی از جمعیت آریزونا را در خود جای داده‌است. این شهرستان از ۲۳ ایالت آمریکا پرجمعیت تر است. مرکز شهرستان آن فینیکس، آریزونا است،مرکز ایالت و پنجمین شهر پرجمعیت در آمریکا است.
شهرستان مریکوپا شهرستان مرکزی منطقه کلان‌شهری فینیکس-میسا-گلندیل، آریزونا است.
این شهرستان به افتخار مردم سرخپوست مریکوپا نامگذاری شده‌است. پنج منطقه اختصاصی سرخپوستی در این شهرستان واقع شده‌اند.

## پیوند
- وبگاه رسمی